# Adolf Pokorny
Adolf Pokorny, född den 26 juli 1895 i Wien, Österrike-Ungern, var en tysk dermatolog. Under andra världskriget var han överläkare i Wehrmacht.
Hans ansökan om medlemskap i NSDAP avslogs, då han tidigare hade varit gift med en judinna.
Efter andra världskriget åtalades Pokorny vid Läkarrättegången för delaktighet i bland annat steriliseringsexperiment, men frikändes. 

## Fotnoter
1. 1 2 3  Studenti pražských univerzit 1882–1945, läs online.[källa från Wikidata]
2. ↑  Nuremberg Trials Project, läs online.[källa från Wikidata]
3. ↑  läs online, nuremberg.law.harvard.edu .[källa från Wikidata]